# Friedrich Wilhelm Hackländer

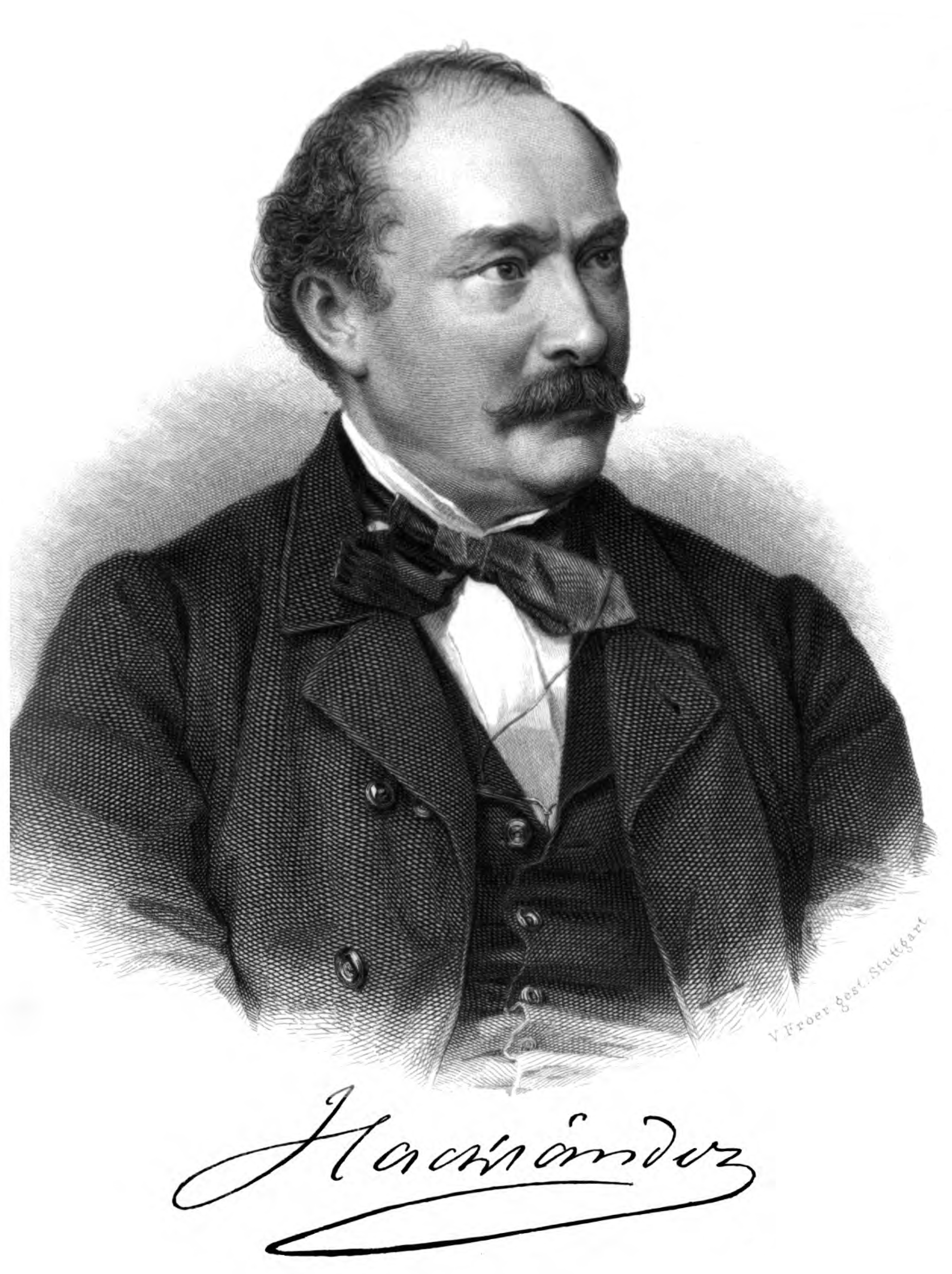
Friedrich Wilhelm Hackländer.

Friedrich Wilhelm Hackländer, född den 1 november 1816 i Burtscheid nära Aachen, död den 6 juli 1877 vid Starnberger See, var en tysk författare.
Hackländer ingick 1832 vid preussiska artilleriet och ägnade sig någon tid åt handeln. Han var 1859-64 trädgårdsdirektör hos kungen av Württemberg och medverkade då till Stuttgarts förskönande. Ruben Berg skriver i Nordisk familjebok: "H. var en mycket alsterrik författare af förströelselitteratur, till större delen godmodigt humoristisk, men delvis äfven tendentiös. Något större litterärt värde ega hans arbeten icke, men voro på sin tid mycket omtyckta trots upprepningar och ytlighet." Nämnas kan Bilder aus dem Soldatenleben im Frieden (1841; svensk översättning "Soldatlifvet i fredstid", 1846; ny översättning 1886), Daguerreotypen (1842; 2:a upplagan under titeln Reise im Orient, 1846), Wachtstubenabenteuer (1845; "Militärlifvet under vakt", 1886), Pilgerzug nach Mekka (1847), en samling österländska sagor och sägner, Soldatenleben im Krieg (1849-50, en frukt av hans deltagande i Radetzkys fälttåg i Piemont 1849 samt i ockupationen av Baden), Handel und Wandel (1850; "Handel och vandel", 1874), Namenlose Geschichten (1851) och Eugen Stillfried (1852), lustspelet Der geheime Agent (1850; "Den hemlige agenten", 1851), Europäisches Sklavenleben (1854; "Europeiskt slaflif", två översättningar 1856; ny översättning 1888), Soldatengeschichten (1854), Augenblick des Glücks (1857; "Lyckans ögonblick", samma år), Der Sturmvogel (1872; "Stormfågeln", 1873) och den postuma, självbiografiska Der Roman meines Lebens (1878). Till svenska finns ytterligare överflyttade "Smärre berättelser och skizzer" (1860), "Den gamla länstolen" (1880), "Nyare humoristiska berättelser" (1887-88) och "Ur ett furstehus memoarer" (1889). Även på det journalistiska området var Hackländer verksam, i det han tillsammans med Edmund Hoefer uppsatte tidskriften "Hausblätter" (1855) och med Edmund Zoller den illustrerade tidskriften "Über Land und Meer" (1857). En samlad upplaga av hans verk utgavs i Stuttgart i 60 band (1863-74; ny upplaga 1874-76). Ausgewählte Werke utgavs 1881-82 i 20 band.